# Badendorf
Badendorf (niederdeutsch Badendörp) ist eine Gemeinde im Kreis Stormarn in Schleswig-Holstein. Zur Gemeinde gehören außer Badendorf noch der Ortsteil Langenjahren.

## Geschichte
Der Name des Ortes ist wohl von Ritter Bado abgeleitet, der um 1150 die Wenden aus dieser Gegend vertrieben haben soll. Das Dorf selbst ist 1302 erstmals erwähnt worden, als es an das Kloster Reinfeld verkauft wurde.
Nach Auflösung des Klosters 1583 wurde Badendorf vom alten Amt Reinfeld aus verwaltet. In preußischer Zeit kam es 1889 zum Amtsbezirk Zarpen, der 1948 in das Amt Zarpen umgewandelt wurde. Seit der kommunalen Neuregelung 1972 gehört der Ort zum neuen Amt Nordstormarn.

## Politik

### Gemeindevertretung
Bei der Kommunalwahl am 14. Mai 2023 wurden insgesamt elf Sitze vergeben. Von diesen erhielt die Kommunale Wählervereinigung Badendorf sieben Sitze und die CDU vier Sitze.

### Wappen
Blasonierung: „Von Grün und Gold schräg geteilt. Oben ein silbernes springendes Pferd, unten ein schwarzer Wappenschild mit silbernem Lilienkreuz.“

## Wirtschaft und Infrastruktur
Viele Bewohner pendeln zur Arbeit nach Lübeck oder Hamburg.

### Bildung

#### Kindertagesbetreuung
In Badendorf gibt es die Kindertagesstätte „Badendorfer Spatzennest“. Getragen wird die Einrichtung von der Johanniter-Unfall-Hilfe e. V., Regionalverband Süd-Ost mit Sitz in Lübeck.

#### Grundschule
Badendorf gehört zum Einzugsgebiet der „Dörfergemeinschaftsschule Am Struckteich“ (DGS) in Zarpen. In diese Grundschule gehen zurzeit etwa 150 Schüler. Mit 9 Klassen ist die DGS zweizügig (Stand: 2019/20). Neben den Gemeinden Zarpen und Badendorf gehören noch Rehhorst, Heilshoop und Mönkhagen zu dem Einzugsgebiet der offenen Ganztagsschule.

#### Gemeinschaftsschule
Badendorf gehört zum Einzugsgebiet der „Immanuel-Kant-Schule“ (IKS) in Reinfeld und ist die weiterführende Schule für Reinfeld und den 12 Nordstormarner Gemeinden. Sie bietet als Gemeinschaftsschule mit Oberstufe Schülern mit unterschiedlichen Begabungen differenzierten Unterricht mit individueller Förderung und Forderung und alle Abschlüsse: So kann dort der Erste Schulabschluss (ESA), der Mittlere Schulabschluss (MSA), die Fachhochschulreife und das Abitur erworben werden. Knapp 80 Lehrer, Sozialpädagogen und Schulhelfer unterrichten, beraten und betreuen rund 800 Schüler aller Leistungsniveaus.

#### Fahrbücherei
Die Fahrbücherei im Kreis Stormarn hält im Drei-Wochen-Rhythmus an zwei Haltepunkten in Badendorf.

### Verkehr
Badendorf liegt geografisch nah am Autobahnkreuz A 1/A 20. Durch die Gemeinde führt am westlichen Ortsrand eine der wichtigsten Hauptverkehrsstraßen der Region, die Bundesautobahn 20. Eine weitere durch Badendorf führende überörtliche Straße ist die Kreisstraße 78.
Beim öffentlichen Nahverkehr liegt Badendorf im Einzugsgebiet des HVV (Hamburger Verkehrsverbund). Aufgrund der unzureichenden Verbindung nach Reinfeld gibt es ab dem 15. Dezember 2019 ein Anruf-Sammel-Taxi von Montag bis Freitag in der Zeitlage zwischen 7 und 19 Uhr.

## Persönlichkeiten

### Ehrenbürger
- Erna Leinius († 2005) war 30 Jahre lang Bürgermeisterin

### Mit Badendorf verbunden
- Marina Köhncke (* 1968), deutsche Vielseitigkeitsreiterin, lebt und arbeitet in Badendorf.